# Sebastião Florentino da Silva

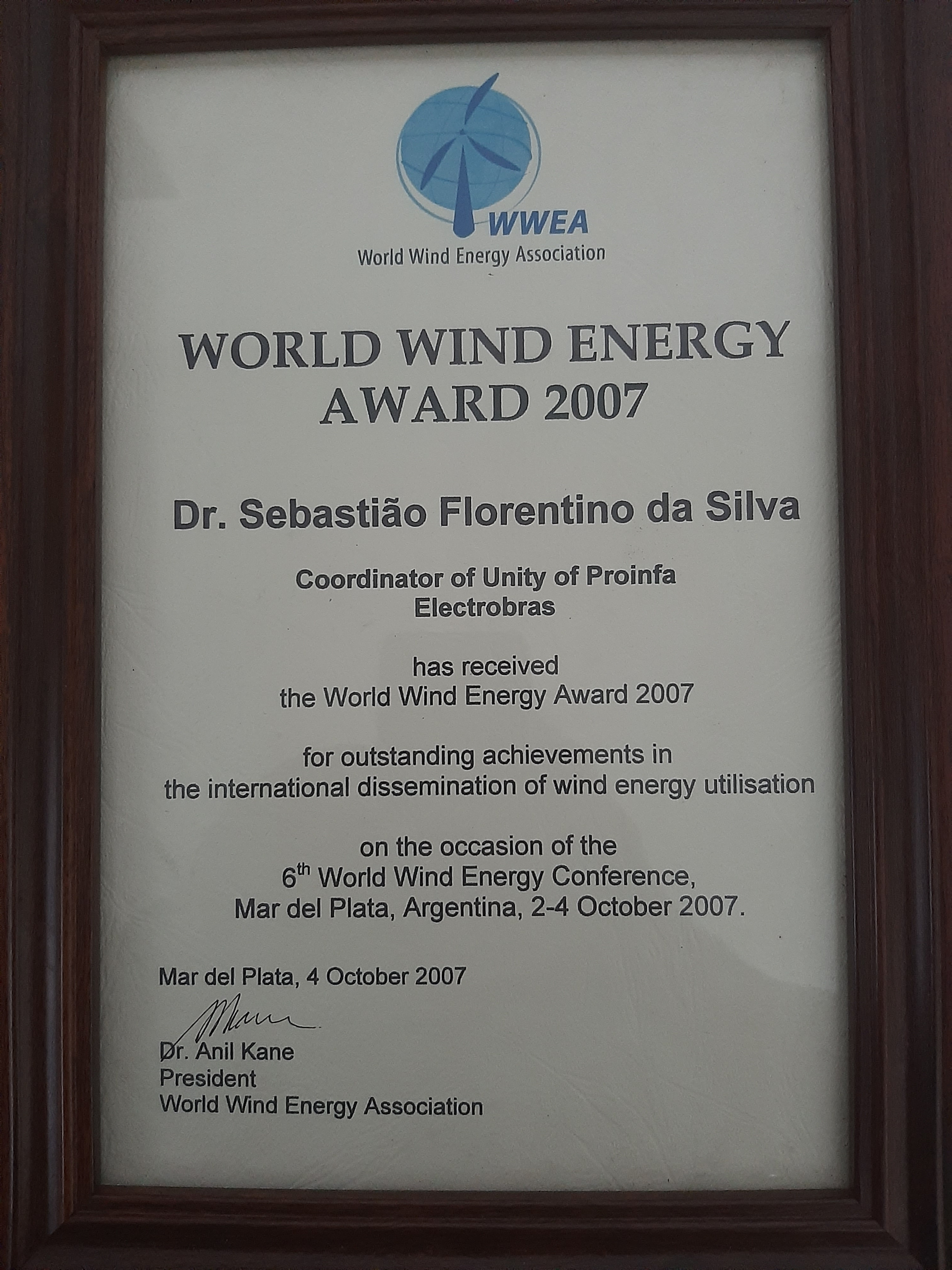
Quadro com o certificado do Dr. Sebastião F. da Silva com o prêmio WWEA, prêmio este considerado como o "Nobel" da energia eólica mundial.

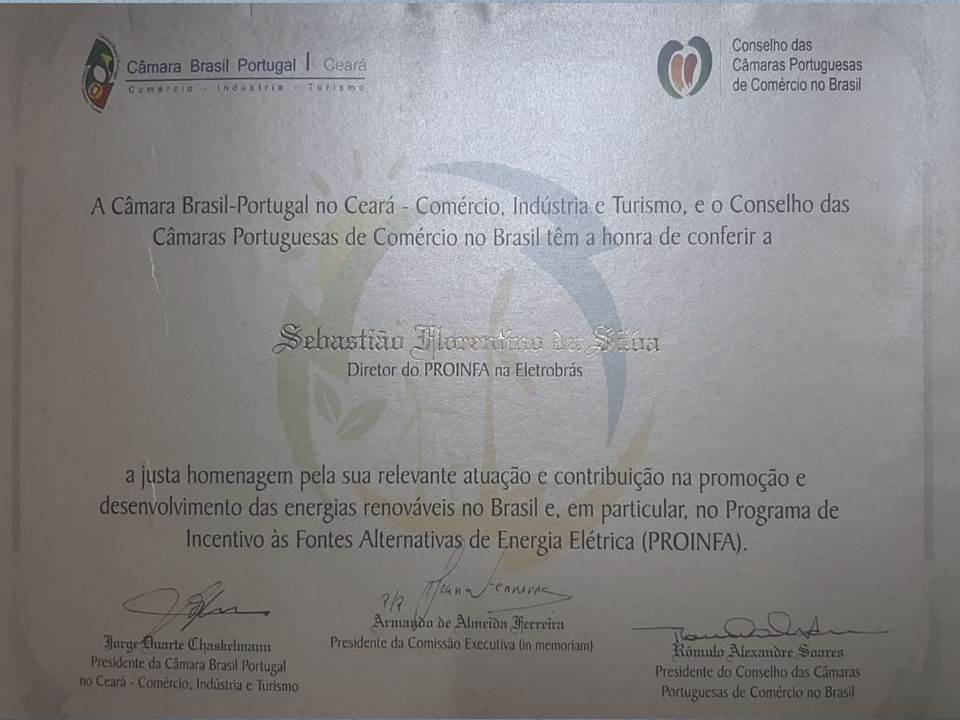
Homenagem honrosa concedida ao Dr. Sebastião F. da Silva pela Câmara Brasil-Portugal no Ceará – Comércio, Indústria e Turismo e pelo Conselho das Câmaras Portuguesas de Comércio no Brasil pela sua relevante atuação e contribuição na promoção e desenvolvimento das energias renováveis no Brasil e, em particular, no Programa de Incentivo às Fontes Alternativa de Energia Elétrica (PROINFA)

Sebastião Florentino da Silva (Coremas-PB, 20 de janeiro de 1951) é formado em engenharia civil pela Poli-UPE (1970-1975). Atualmente ele é consultor em energias alternativas e convencionais. Trabalhou para as Centrais Elétricas do Norte do Brasil S/A - Eletronorte - entre 1989 e 2013 e foi diretor de Engenharia da Eletrobrás e Coordenador da Unidade Gestora do Programa de Incentivo às Fontes Alternativas de Energia Elétrica - PROINFA, instituído pelo governo em 26/04/2002 através da Lei 10438 , contemplando incentivo à implantação de usinas eólicas, além de biomassa e PCHs. 
Todos os anos, a Conferência Mundial de Energia Eólica (WWEA: World Wind Energy Award) concede um prêmio a personalidades e organizações que fazem uma contribuição extraordinária para o desenvolvimento do setor eólico internacional. Em 2007, por ocasião da 6ª Conferência Mundial de Energia Eólica 2007 (WWEA 2007) em Mar del Plata, Argentina, o prêmio foi concedido ao Governo do Brasil pelo Programa PROINFA pelos extraordinários resultados para a disseminação da energia eólica.  O Prêmio foi outorgado às seguintes pessoas, que deram uma contribuição indispensável para esta conquista: Dra. Dilma Vana Rousseff, na época Ministra Chefe da Casa Civil e ex-ministra de Minas e Energia; Dra. Laura Porto, na época Diretora do Departamento de Energias Renováveis do Ministério de Minas e Energia;Dr. Valter Luiz Cardeal, na época Diretor de Engenharia e Presidente em Exercício da Eletrobrás; Dr. Sebastião Florentino da Silva, na época Coordenador do PROINFA na Eletrobrás.
Sebastião Florentino da Silva participou da construção de empreendimentos importantes como a UHE de Tucuruí e de inúmeros Encontros e Congressos, dentre eles, VI Encontro do Fórum Permanente de Energias Renováveis (24 de maio de 2007, Brasília-DF); foi um dos palestrantes do evento Pequenas Centrais Hidrelétricas (São Paulo, 6 a 7 de junho de 2006) realizada pelo IBC-International Business Communications. Participou também do Brazil Wind Power 2010 (31 de agosto, 01 a 02 de Setembro de 2010, Rio de janeiro-RJ), patrocinado pelo Grupo CanalEnergia, GWEC e ABEEólica, e do Encontro Internacional de Energia Eólica (21 a 23 de setembro de 2006, Natal-RN) organizado pela CIER-BRACIER. Recebeu homenagem honrosa pela Câmara Brasil-Portugal no Ceará – Comércio, Indústria e Turismo e pelo Conselho das Câmaras Portuguesas de Comércio no Brasil pela sua relevante atuação e contribuição na promoção e desenvolvimento das energias renováveis no Brasil e, em particular, no Programa de Incentivo às Fontes Alternativa de Energia Elétrica (PROINFA).
Atualmente o Dr. Sebastião Florentino da Silva é um dos inventores de um novo conceito de gerador de energia elétrica, chamado de Gerador Eletromagnético Muônico ou GEM.  Esse tipo de gerador muônico difere daquele à fusão nuclear catalisada por múon (μCF)  sendo que este último opera por um processo que permite que a fusão nuclear do deutério (D or 1H2) ocorra a temperaturas significativamente mais baixas do que as necessárias para a fusão termonuclear visto  as órbitas de Bohr estão mais próximas do núcleo de um átomo muônico do que em um átomo comum. Ao contrário disto, o gerador eletromagnético muônico produz um campo eletromagnético oscilante no espeço que irá atrair e colimar os múons que compõem os raios cósmicos secundários ao interior de uma bobina estacionária situada dentro do gerador. Uma vez capturados, os muons irão produzir energia elétrica durante o processo decaimento destes em elétrons, antineutrino de elétron e neutrino de múon: μ− → e− + {\displaystyle {\bar {\nu }}}e  + {\displaystyle \nu }μ.    